# Escuela de Norwich

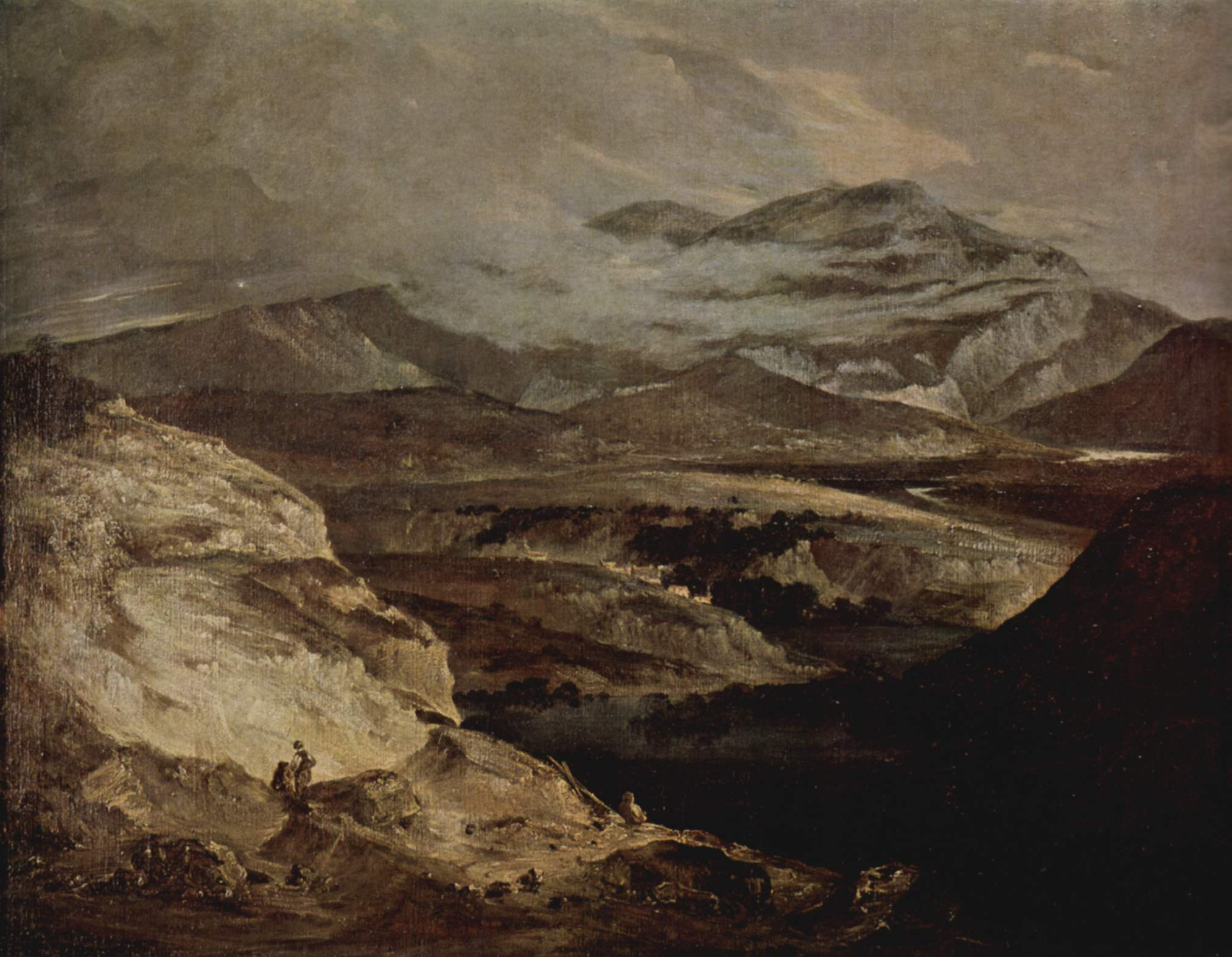
Una interpretación del paisaje romántico de John Crome: Canteras de pizarra (en la Tate Gallery).

La Escuela de Norwich fue una sociedad de artistas fundada en Norwich, Inglaterra, en 1803 por John Crome, cuya primera exposición ocurrió en 1805. A lo largo de la primera mitad del siglo xix, aquel colectivo de artistas regionales desarrolló modelos pictóricos emulando o ampliando el universo paisajístico de la pintura holandesa del siglo xvii, aunque dentro de una corriente romántica.

## Historia
John Crome —humilde hijo de un tejedor—, profesor de dibujo en Norwich, padre y maestro del también pintor John Bernay Crome (1794-1842), reunió la sociedad regional de artistas como proyección de la obra de paisajistas holandeses como Meindert Hobbema y Jacob van Ruisdael o del inglés Thomas Gainsborough. Entre 1805 y 1825 se organizaron exposiciones anuales en la mansión de sir Benjamin Wrench, considerándose el primer ejemplo regional en Inglaterra de este tipo de actividad. Fallecido 'Old Crome' en 1821, fue relevado al frente de la escuela por John Sell Cotman, que presidió la sociedad hasta 1834, año en que se trasladaría a Londres, y que supuso la práctica disolución de la escuela.
Entre su componentes más o menos oficiales se menciona a Miles Edmund y John Joseph Cotman (hijos de John Sell), John Bernay Crome (el hijo de John), George Vincent, James Stark, John Thirtle, Joseph Stannard, John Middleton, Robert Dixon y Henry Bright.